# Charles Chubb
Charles Chubb (Salisbury, 31 dicembre 1851 – Londra, 25 giugno 1924) è stato un ornitologo britannico.
Chubb iniziò a lavorare al British Museum a 26 anni. Si è sposato due volte, prima con Ada Albion e poi con Alice Mabel Baker. Ha avuto sette figli, tra cui spicca Ernest Charles Chubb, che intraprese il mestiere del padre e divenne curatore del museo di Durban. Nel giugno 1924 Chubb fu investito da un'automobile nei pressi del Natural History Museum a Londra e morì dopo due settimane.
Tra gli uccelli descritti da Chubb si ricordano principalmente lo scricciolo di Cobb (Troglodytes cobbi) ed il genere Crypturellus della sottofamiglia dei Tinamiformi.

## Opere
- The Birds of British Guiana (2 volumi, 1916 e 1921)
- The Birds of South America (1912, con Lord Brabourne)